# Sacarum nemkovi
 (août 2022).
Genre
Espèce
Sacarum nemkovi, unique représentant du genre Sacarum, est une espèce d'araignées aranéomorphes de la famille des Nesticidae.

## Distribution
Cette espèce est endémique de l'oblast d'Orenbourg en Russie,.

## Habitat
Elle se rencontre dans la steppe.

## Description
La femelle holotype mesure 2,42 mm.

## Systématique et taxinomie
Cette espèce a été décrite par Esyunin et Efimik en 2022.
Ce genre a été décrit par Esyunin et Efimik en 2022 dans les Nesticidae.

## Étymologie
Cette espèce est nommée en l'honneur de Viktor A. Nemkov.

## Publication originale
- Esyunin & Efimik, 2022 : « Sacarum nemkovi gen. et sp. n. (Aranei: Nesticidae), from the steppe Cisurals, Russia. » Arthropoda Selecta, vol. 31, no 2, p. 246-250 (texte intégral).